# ナマズ科
ナマズ科（英: Sheat fish、Catfish、学名：Siluridae）は、ナマズ目に属する科の一つである。約100種が現存している。

## 分布
ナマズ科の魚はヨーロッパとアジアの大部分に存在するが、特に東南アジアに多く、東アジア、インド亜大陸、西南アジア、ヨーロッパと少なくなっていく。中央アジアにはほとんど見られないようである。ユーラシア温帯に生息するクレード（約20種）と、熱帯アジアに生息するクレード（約75種）に分かれる。

## 形態
背鰭の棘条や脂びれを持たない。腹鰭は小さいか、消失する。尻鰭の基底は、通常長い。この科の最大種は、ヨーロッパオオナマズである。
他に、以下のような共有派生形質を持つ。
- 結節状に退縮した口蓋骨
- 側篩骨が蝶耳骨の方向に細く伸び、接する
- 肩甲骨間の骨化した靭帯が前後方向に圧縮される
- 背鰭後方の担鰭骨が消失する
- 臀鰭の鰭条が担鰭骨に対して、後背方向に移動している

## 下位分類
9属・半分以上の種が東南アジア固有である。
- 東南アジア固有
  - Belodontichthys - パービャウ等2種、
  - Ceratoglanis - 2種
  - Hemisilurus - 3種
  - Kryptopterus - グラスキャット等18種
  - Micronema - 3種
  - Ompok - 26種、
  - Phalacronotus - 4種
  - Silurichthys - 9種
  - Wallago - 5種
- 他
  - Pinniwallago - 1種 Pinniwallago kanpurensis 、インド産
  - Pterocryptis - 17種、東アジアから南アジアに分布
  - ナマズ属 Silurus - ヨーロッパオオナマズ・ナマズ・ビワコオオナマズ・イワトコナマズ・タニガワナマズ等15種、ヨーロッパからアジアに分布

形態系統解析の結果からは、Silurus ・Ompok ・Kryptopterus ・ Wallago の4属は単系統群ではなく、Ompok属は2つ以上、他3属は2つの単系統群に分けられると考えられる。